# 金剑雕翎
金剑雕翎，为台湾武侠作家卧龙生的小说代表作之一。
《金剑雕翎》最初在台湾《自立晚报》上连载，从1964年1月3日起至1968年11月10日完结，历时5年。由春秋出版社集結出版。其後再版，又分為《金劍雕翎》及《岳小釵》二部份。1996年，中国大陆版由太白文艺出版社出版。

## 小说内容简介
武侠小说家卧龙生代表作品之一。最初以《金剑雕翎》为名发表出版，后来再版时，将原小说一分为二，分成《金剑雕翎》+《岳小钗》二套书出版，也就是现在市面上所看到的。
《金剑雕翎》是故事的上集。一次偶然的机遇，萧翎的父母救了重伤的岳云姑。萧翎患有三阴绝脉症，岳云姑因感恩而教他内功心法。但她自知伤势过重，独自离萧翎家而去世。后岳小钗寻母而找到萧翎家，继而找到岳云姑尸首。岳小钗把岳云姑尸首藏起，萧翎执意跟随。因岳云姑拥有“禁宫之钥”的消息传出江湖，很多武林人物要来抢“禁宫之钥”，因要抵挡敌人的偷袭，岳小钗带着萧翎一同逃避敌人，却不幸失散。萧翎被人带到一个三峡的石洞中，后因祸得福，先吃了千年石菌，后又入了三圣谷，得到三圣收为徒弟。
五年后，萧翎拜别师傅重回江湖，欲找寻岳小钗。初入江湖不谙世事，误被周兆龙拉入百花山庄，与沈木风结拜，成为百花山庄三庄主。沈木风恶名昭著，他妄图用武力征服各大门派，一统武林，为此不惜使用一切阴谋手段，他的这一行为激起正派人士的反对，萧翎成为众矢之的。
后来萧翎因知道沈木风的统一江湖的阴谋，决定离开百花山庄。但沈木风却掳劫了萧翎的父母，藏回百花山庄。萧翎得到中州二贾、金兰玉兰二婢，和其他正派武林人物如孙不邪、无为道长等人的帮助，救回父母。之后，萧翎的父母又被一神秘人物掳去……
《岳小钗》是故事的下集。承接上集，萧翎的父母被一神秘人掳去，原来这神秘人就是岳小钗。她将萧翎的父母安置在秘密的安全处所，希望他能够没有后顾之忧，去专心对付野心勃勃的沈木风。在一次机会，萧翎先后遇上了玉箫郎君和蓝玉棠，最后又和岳小钗相叙。因玉箫郎君苦恋岳小钗，如痴如狂；岳小钗感于玉箫郎君数次援手之恩，对其求爱之情无法坚拒，遂相约玉箫郎君三个月后，在断魂崖下，解决这恋情。同时赠“禁宫之钥”给萧翎，希望他能一探禁宫，寻得十大高手所留之秘笈，增强武功，以除沈木风之祸害。
后萧翎和百里冰与沈木风、宇文寒涛、金花夫人、唐老太太等人进入了禁宫，除了箫王张放的秘笈外，其余九大高手的武功秘笈被一神秘人尽数取去。出禁宫后，宇文寒涛被沈木风所伤，萧翎从中相救，令宇文寒涛因此改邪归正，并相赠箫王张放的秘笈。萧翎后来又遇见一老人，并获赠华山谈云青的剑谱和少林无相和尚的弹指神功。
萧翎和百里冰携同秘笈，赶往断魂崖。在断魂崖下，因萧翎刚练成的华山剑法和少林弹指神功，胜了玉箫郎君请来的三绝师太，岳小钗又赠回箫王秘笈，令玉箫郎君死心，岳小钗又因三绝师太之意见，欲回无尘庵向她的师父解说和玉箫郎君一切。萧翎只好和百里冰回长沙，和宇文寒涛等群雄对付沈木风。
玉箫郎君的祖母还未死心，意欲为玉箫郎君娶得岳小钗，与沈木风相勾结，向岳小钗师徒挑战。……
岳小钗、萧翎等几位青年侠士，面对魔道的猖獗，可以不计安危，力挫强敌，但在男女交往中，却难破情关……

## 主要人物
- 蕭翎：武林三圣之徒，金剑的传人。官宦子弟，父母救了岳雲姑之後，由岳雲姑之女岳小釵將蕭翎帶入了江湖中。在江湖奇寶「禁宮之鑰」的爭奪戰後，蕭翎因緣際會的成為武林高手，接着與百花山莊有一陣子糾葛，最後是以剷除梟雄作結。
- 岳小钗：岳云姑之女。
- 百里冰：北天尊者之女。
- 岳云姑：为萧翎之父救起之身受重伤妇人，后留书离开萧府，实则于萧家一枯井中過世。
- 杜九：中州双贾之一，外号冷面铁笔。
- 商八：中州双贾之一，外号金算盘。
- 云阳子：武当派掌门无为道长的师弟。
- 无为道长：武当派掌门。
- 宇文寒涛：璇玑书庐主人。
- 展叶青：武当派掌门无为道长的三师弟。
- 南逸公：武林三圣之一，萧翎之师。
- 庄山贝：武林三圣之一，萧翎之师。
- 柳仙子：武林三圣之一，萧翎之师。
- 周兆龙：百花山庄二庄主。
- 沈木风：百花山庄大庄主，外号血影子。
- 金兰：萧翎在百花山庄中的侍婢。
- 玉兰：萧翎在百花山庄中的侍婢。
- 蓝玉堂：玉箫郎君张俊的表弟，冒牌的萧翎。
- 单宏章：血影子沈木风之徒。
- 金花夫人：苗疆女子。
- 毒手药王：原为沈木风之帮手，后与沈木风断交。
- 南宫玉：毒手药王之女。
- 马文飞：豫鄂湘赣四省总瓢把子。
- 唐老太太：四川唐门门主。
- 孙不邪：丐帮长老。
- 张俊：外号玉箫郎君，箫王张放之子，白云山庄少庄主。
- 忘情师太：箫王张放之妹。

## 改编作品

### 电视剧
- 金劍雕翎 (1986年電視劇)，中视制作，周绍栋、沈海蓉、張詠詠等主演。
- 金剑雕翎 (2003年电视剧)，黄坤玄、罗海琼、于荣光等主演。